# Canon EOS 6D Mark II
Canon EOS 6D Mark II là máy ảnh DSLR entry full-frame, công bố ngày 29-6-2017. Thân máy có giá $1999, tương tự như Canon EOS 6D, lúc mới ra mắt.

## Đặc điểm chính
Một số tính năng mới so với 6D gồm:
- Cảm biến ảnh 26,2 megapixel hiệu dụng, với Dual Pixel CMOS AF, so với 20,2 megapixel với AF theo tương phản trong Live view.
- Tốc độ chụp liên tiếp tối đa lên tới 6,5 hình/giây, so với 4,5 trên 6D.
  - Khi bật Anti-flicker thì tốc độ chụp giảm xuống 5,6 hình/giây.
  - Tốc độ chụp liên tiếp ở chế độ liên tiếp chậm là 3 hình/giây.
  - Servo AF trong live view, đạt tới 4 hình/giây.
- 45 điểm lấy nét ngang dọc, so với 11 với chỉ 1 điểm dạng ngang dọc trên 6D.
  - Tuy nhiên số điểm AF và số điểm dạng ngang dọc phụ thuộc ống kính được sử dụng.
  - Điểm chính giữa có thể AF ở -3 EV khi sử dụng các ống kính có khẩu độ f/2,8 trở lên (-3 EV là tương đương đêm trăng tròn, rất thiếu sáng).
  - Trong đó 27 điểm sẽ hoạt động với bất kì ống kính/extender ngàm EF nào do Canon sản xuất ở khẩu độ f/8; máy trước đó sử dụng hệ thống AF này là 80D.
- DIGIC 7 (so với DIGIC 5+ trên 6D)
- Cảm biến đo sáng mới 7560-pixel RGB+IR, so với cảm biến đo sáng iFCL 2 lớp 63 vùng.
- Cân bằng trắng tự động: gồm tự động và tự động ưu tiên trắng: cho phép tái tạo màu trắng trong các điều kiện ánh sáng phức tạp.
- Cơ chế gương lật mới giảm âm thanh và ít rung động hơn
- "Anti-flicker": triệt tiêu hiện tượng nhấp nháy khi chụp trong ánh sáng nhân tạo (thừa kế từ 7D Mk II)
  - Tuy nhiên máy sẽ không thể phát hiện các ánh sáng nhấp nháy với tần số lên tới 100/120 Hz, mà chỉ hiệu quả ở 50/60 Hz.
- Ống ngắm quang độ bao phủ 98% với độ phóng đại 0,71x.
  - Có sẵn đường gióng bố cục, kí hiệu cảnh báo.
- Wifi, NFC, Bluetooth, GPS tích hợp, so với 6D không có NFC và Bluetooth.
- Khả năng quay video HDR, 4K time-lapse, Full HD 60p.
  - Tuy nhiên khi quay ở FHD 60p thì video sẽ chỉ được ghi lại ở định dạng MP4.
- Thời lượng pin gia tăng so với 6D, lên tới 1200 hình (lý thuyết)
- Trình đơn được thiết kế lại giống 80D, 77D và 800D.
- Thêm Panning trong chế độ SCN